# Obština Dragoman
Obština Dragoman (bulharsky Община Драгоман) je bulharská jednotka územní samosprávy v Sofijské oblasti. Leží v západním Bulharsku podél hranic se Srbskem, v Burelské a zčásti v Sofijské kotlině, dvou ze Zabalkánských kotlin, a v nejzápadnější části Staré planiny. Správním střediskem je město Dragoman, kromě něj zahrnuje obština 33 vesnice. Žijí zde zhruba 4 tisíce stálých obyvatel.

## Sídla
- Berende
- Berende Izvor
- Cacarovci[p 1]
- Crăklevci
- Čekanec
- Čepărlinci
- Čorul
- Čukovezer
- Dolna Nevlja[p 2]
- Dolno Novo Selo
- Dragoil
- Dragoman[p 3] (sídlo správy)
- Dreatin
- Gaber[p 1]
- Golemo Malovo[p 1]
- Gorno Selo
- Grălska Padina
- Jalbotina
- Kalotina[p 1]
- Kambelevci
- Kruša
- Letnica
- Lipinci
- Malo Malovo
- Načevo
- Nedelište[p 2]
- Nesla
- Novo Bărdo
- Prekrăste
- Rajanovci
- Taban
- Vasilovci
- Višan
- Vladislavci

## Sousední obštiny
| Růžice kompasu |                  | Godeč   |            | Růžice kompasu |
| Růžice kompasu |                  | Sever   | Kostinbrod | Růžice kompasu |
| Růžice kompasu | Obština Dragoman |         | Kostinbrod | Růžice kompasu |
| Růžice kompasu | Jih              |         | Kostinbrod | Růžice kompasu |
| Růžice kompasu | Trăn             | Breznik | Slivnica   | Růžice kompasu |

## Obyvatelstvo
V obštině žije 3 991 stálých obyvatel a včetně přechodně hlášených obyvatel 4 773. Podle sčítáni 1. února 2011 bylo národnostní složení následující:
- Bulhaři: 4 496 (99.8 %)
- Romové: 9 (0.2 %)